# マランパチ分類

マランパチ分類

マランパチ分類（まらんぱちぶんるい、英: Mallampati score）とは、主として麻酔科において気管挿管の難易度を予測するために用いられるスコアリングシステムである。

## 概要
インド出身の麻酔科医セシャギリ・マランパティ（Seshagiri Mallampati）の名に由来する。マランパチスコア、マランパティ分類、マランパティスコアなどとも呼ばれる。このテストは、舌の付け根から口蓋までの距離を視覚的に評価するもので、その結果、処置をするための空間がどれだけあるかを判断することができる。このテストは、挿管がどの程度難しいかを評価する間接的な方法であり、挿管中に直接喉頭展開で実際に見えるものを記述したコーマック分類システムを用いて、より明確にスコア化する。マランパチスコアが高い（クラス3または4）ほど挿管が難しく、また睡眠時無呼吸症候群の発生率も高くなる。

## 手技
患者に座った姿勢で口を開けてもらい、舌をできるだけ出してもらうことでスコアを採点する。口腔の解剖学的構造を可視化する。具体的には、評価者は、口蓋垂基部、口峡（口蓋扁桃の前後にあるアーチ）および軟口蓋が見えるかどうかを記録する。採点は、通常、発声を伴わずに行われる。舌を最大限に突出させるか、患者に発音させるかによって、採点は異なる場合がある。
修正マランパチ分類:
今日、主として用いられているのはこの分類である。
- クラスI：軟口蓋、口蓋垂、口峡が見える。
- クラスI：軟口蓋、口蓋垂の大部分、口峡が見える。
- クラスIII：軟口蓋、口蓋垂の基部が見える。
- クラスIV：硬口蓋のみが見える[3]。

マランパチ分類（原法）:
- クラス1：口峡、軟口蓋、口蓋垂を視認できる。
- クラス2：口峡と軟口蓋は視認できるが、口蓋垂は舌根に覆われている。
- クラス3：軟口蓋のみが視認できる[1]。

マランパチ分類を標準化するための最も効果的な一貫性と予測性のあるアプローチを決定するためには、さらなる研究が必要であろう。

## 臨床的意義
マランパチ分類 IとIIは比較的挿管が容易であるのに対し、IIIとIVは挿管の難易度が高くなると言われている。
34,513人が対象となった42の研究のシステマティックレビューによると、修正マランパチスコアは、直接喉頭展開と挿管困難の予測因子として優れているが、バッグマスク換気が困難な場合の予測には劣ることがわかった。したがって、このレビューは、気道の難易度を予測するために他の検査と組み合わせて用いることは有用であるが、単独では十分な精度が得られないと結論づけた。